# Mimosa vellosiella
Mimosa vellosiella là một loài thực vật có hoa trong họ Đậu. Loài này được Herter miêu tả khoa học đầu tiên.